# Viburnum nervosum
Viburnum nervosum är en desmeknoppsväxtart som beskrevs av David Don. Viburnum nervosum ingår i släktet olvonsläktet, och familjen desmeknoppsväxter. Inga underarter finns listade i Catalogue of Life.